# معركة أرومية
وقعت معركة أرومية في شمال غرب بلاد فارس 1604م / 1012 هـ بين الدولة الصفوية والدولة العثمانية، وأسفرت عن فوز حاسم للفرس. وقد انخدع العثمانيين في كمين حيث العديد منهم قتلوا أو أسروا في مناورة التطويق. على مدى السنوات الثلاث المقبلة كل من غرب وشمال بلاد فارس وقد استعادته الصفويين حتى إعادة تأسيس سلطانها.